# Roberto Sighel
Roberto Sighel (* 17. Februar 1967 in Trient) ist ein ehemaliger italienischer Eisschnellläufer.
Sighel wurde 1992 in Calgary als erster und bislang einziger Italiener Weltmeister im Mehrkampf. Außerdem gewann er 1991 Silber und 1995 und 1998 jeweils Bronze bei den Mehrkampfweltmeisterschaften.
Sighels Karriere umspannte 14 Jahre. Er nahm im Zeitraum von 1988 bis 2002 an sämtlichen fünf Olympischen Winterspielen teil, jedoch ohne eine Medaille zu gewinnen.
1999 stellte er mit 41,041 km einen neuen Stundenweltrekord im Eisschnelllaufen auf. Er lief im Olympic Oval knapp 850 Meter weiter als der bisherige Rekordhalter Olaf Kotva aus Deutschland. Es sollte knapp fünf Jahre dauern, bis der Niederländer Henk Angenent im Jahr 2004 seine Marke übertraf.

## Eisschnelllauf-Weltcup-Platzierungen
| Platzierung    | 100 m | 500 m | 1000 m | 1500 m | 3000 m | 5000 m | 10.000 m | Massenstart | Team |
| -------------- | ----- | ----- | ------ | ------ | ------ | ------ | -------- | ----------- | ---- |
| 1. Platz       |       |       |        |        |        | 2      |          |             |      |
| 2. Platz       |       |       |        | 1      |        |        |          |             |      |
| 3. Platz       |       |       |        | 3      |        | 2      | 1        |             |      |
| 4. – 10. Platz |       |       | 1      | 20     | 1      | 18     | 3        |             |      |

### aufgestellte Weltrekorde
| Nr. | Disziplin        | Zeit / Punkte | Datum         | Ort          | Bestand              |
| --- | ---------------- | ------------- | ------------- | ------------ | -------------------- |
| 2   | Stundenlauf      | 41040,54 m    | 24. März 1999 | Olympic Oval | 4 Jahre und 354 Tage |
| 1   | Großer Mehrkampf | 157,150 Pkt.  | 22. März 1992 | Olympic Oval | 307 Tage             |

Inoffizielle Bestleistung.